# Dimerogonus chilensis
Dimerogonus chilensis är en mångfotingart som först beskrevs av Filippo Silvestri 1903.  Dimerogonus chilensis ingår i släktet Dimerogonus och familjen Cambalidae. Inga underarter finns listade i Catalogue of Life.